# Sven Sixten
Sven Erik Johannes Sixten, född 20 maj 1929 i Hångsdala socken, död 27 december 2001 i Alingsås, var en svensk präst och författare.

## Biografi
Sven Sixten var kyrkoherde i Fristads församling 1972–1986 samt kontraktsprost i Ås kontrakt i Skara stift, och komminister i Christinae kyrka i Alingsås församling 1986–1994. Han publicerade bland annat tre bönböcker samt de tre romanerna Fredag, Johanssons sista dagar och Den gröna ängen.